# Bernard Anselme
Bernard Anselme (Mouscron, 3 novembre 1945) è un politico belga membro del Partito Socialista, ha ricoperto vari incarichi ministeriali all'interno del governo federale ed è stato tra gli altri Ministro presidente della Vallonia e della Comunità francofona del Belgio.

## Biografia

### Formazione
Diplomatosi alla Haute Ecole a Namur, nel 1968 si è laureato in scienze politiche, diplomatiche e amministrative presso l'Université Libre de Bruxelles.

### Attività politica
Dal 1969 al 1972 è stato consigliere speciale dei ministri delle Relazioni comunitarie Freddy Terwagne e Fernand Dehousse e poi dal 1972 al 1977, consigliere e segretario di Alfred Delourme alla presidenza del Consiglio economico regionale vallone. È stato eletto deputato al Parlamento per Namur nel 1977
Dal 1979 al 1980 è diventato Segretario di Stato per la Regione vallona nei governi nazionali Martens I e II, responsabile dell'Alloggio, degli Affari sociali, delle Opere sovvenzionate, dello Sviluppo di siti industriali, delle Zone di equipaggiamento e della Ristrutturazione urbana.
Nel 1986 è l'autore del decreto che istituisce la capitale di Namur nella regione vallona.
Ha fatto parte della Camera dei rappresentanti nella 47ª legislatura.
Segretario del Consiglio Culturale della Comunità Francofona dal 1982 al 1988, ha poi presieduto l'esecutivo della Regione vallona dal 1988 al 1992 e la Comunità francofona dal 1992 al 1993. Nel 1990 ha avuto come consigliere il poeta vallone Jean-Pierre Verheggen. Ha anche ricoperto il ruolo di Ministro degli affari sociali nel Governo Dehaene I.
Dal 1994 al 1999 è stato nominato Ministro degli affari interni e del servizio pubblico e del bilancio nell'Esecutivo vallone.
A capo di una coalizione viola del Partito Socialista e del Movimento Riformatore, il 1º gennaio 2001 è divenuto sindaco di Namur.
Dopo le elezioni dell'8 ottobre 2006, il gioco delle alleanze ha posto il suo partito il Partito Socialista, come il primo partito capitalista vallone, nell'opposizione; ha perso la sua posizione come sindaco di Namur. Il 13 ottobre ha annunciato che avrebbe lasciato la politica. Alla fine, su richiesta di molte persone, ha riconsiderato la sua decisione e si è seduto fino alla fine della legislatura (ottobre 2012) all'opposizione al consiglio comunale di Namur.